# Орфізм (мистецтво)

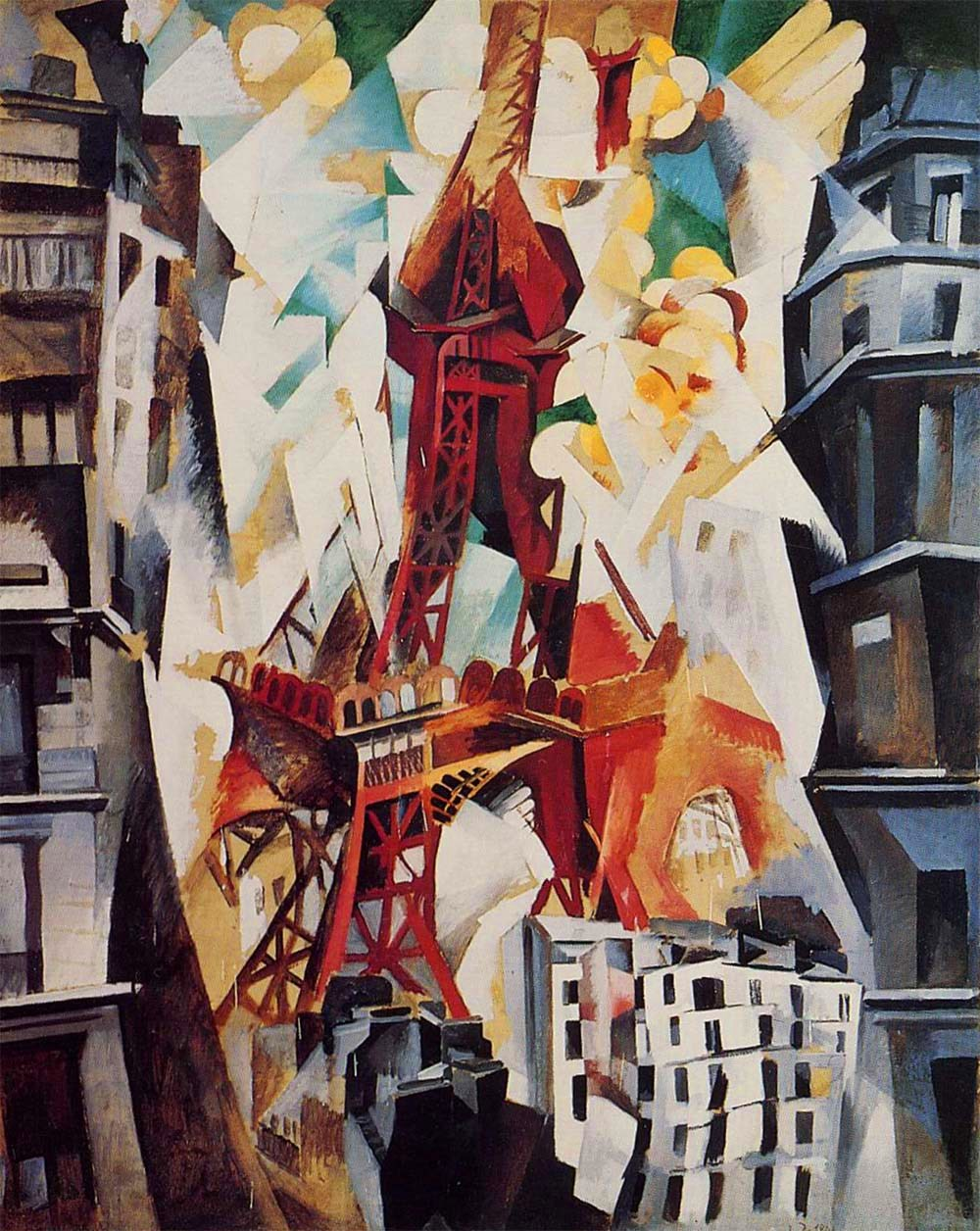
Робер Делоне. Марсове поле: Червона вежа (1911—1923)

Орфізм (фр. orphisme від фр. Orphée — Орфей) — течія в живописі французького постімпресіонізму 1910-х років, утворена Робером Делоне, Франтішеком Купкою, Франсісом Пікабіа, Марселем Дюшаном. Генетично пов'язаний із кубізмом, футуризмом та експресіонізмом.
Назву течії дав в 1912 році французький поет Гійомом Аполлінер на відкритті виставки Робера Делоне в Берліні в 1912 році. За рік до цього однією з перших поетичних збірок Аполлінера став цикл віршованих фрагментів «Бестіарій, чи кортеж Орфея» (фр. Le Bestiaire ou le cortège d'Orphée). Аполлінер порівнював вплив живопису художників-новаторів до музики давньогрецького героя Орфея, який звуками своєї ліри міг пересувати камені, втихомирювати хвилі, зачаровувати тварин і рослини. Хоча Роберу Делоне ця назва не подобалася, з легкої руки Аполлінера термін прижився. Делоне називав свої композиції «симультанними», тобто заснованими на одночасному контрасті відтінків (спочатку малася на увазі одночасна робота фарбами з поетичними текстами прямо на полотні або папері). Однак ритмічність і музикальність картин, а також привабливість імені античного героя вклали силу в новий термін.